# Chiến dịch tấn công Nevel
Chiến dịch tấn công Nevel là một chiến dịch độc lập do cánh phải của Phương diện quân Kalinin tiến hành từ ngày 6 đến ngày 10 tháng 10 năm 1943 tại thành phố Nevel và các vùng phụ cận. Tham gia chiến dịch này là các đơn vị cánh trái của Tập đoàn quân xung kích 3 và cánh phải của Tập đoàn quân xung kích 4 (Liên Xô), nhằm vào chỗ tiếp giáp giữa Tập đoàn quân 16 thuộc Cụm tập đoàn quân Bắc (Đức) với Tập đoàn quân xe tăng 3 thuộc Cụm tập đoàn quân Trung tâm (Đức). Tuy không nằm trong kế hoạch tấn công chiến lược trên hướng Smolensk - Roslavl nhưng chiến dịch này là sự phát huy những kết quả của Chiến dịch tấn công Dukhovshchina-Demidov lần thứ hai trong các cuộc tấn công thu-đông 1943 của quân đội Liên Xô trên hướng Tây Bắc. Mục tiêu của chiến dịch là thành phố Nevel, có vị trí rất quan trọng trong giao thông đường sắt và đường bộ kết nối các đơn vị trên tiền duyên của Cụm tập đoàn quân Bắc và Cụm tập đoàn quân trung tâm (Đức). Nevel cũng là một bàn đạp quan trọng để triển khai tấn công ra vùng Pribaltic và có thể từ phía Bắc uy hiếp cụm phòng thủ Vitebsk - Gorodok của Tập đoàn quân xe tăng 3 (Đức). Sau 5 ngày đột phá, Tập đoàn quân xung kích 3 (Liên Xô) đã chiếm được thành phố Nevel. Cánh phải của Tập đoàn quân xung kích 4 (Liên Xô) cũng tiến sâu 25 km ra tuyến sông Lovat và sông Obol.

## Tình huống mặt trận

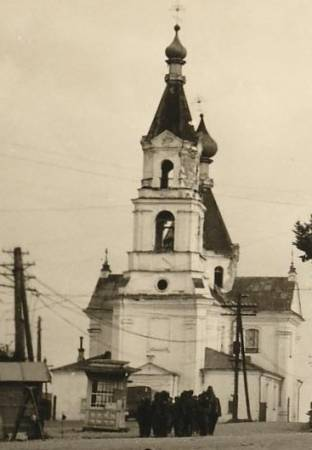
Nhà thờ Nevelsk trong thời gian bị quân đội Đức Quốc xã chiếm đóng (ảnh chụp năm 1942)

Đầu tháng 10 năm 1943, Phương diện quân Tây và cánh trái của Phương diện quân Kalinin đã kết thúc Chiến dịch Smolensk (1943) kéo dài gần 2 tháng. Quân đội Liên Xô đã bắt đầu hoạt động tác chiến trên lãnh thổ Byelorussia. Vì các lực lượng dự bị của Đại bản doanh Bộ Tổng tư lệnh quân đội Liên Xô đều được điều động sử dụng cho Chiến dịch Kursk và các chiến dịch phản công trên hướng Tây Nam mặt trận Xô-Đức và cánh trái của Phương diện quân Kalinin còn tụt lại phía sau nên cánh phải của phương diện quân này sau khi hoàn thành thắng lợi Chiến dịch Velikiye Luki đã phải dừng lại gần 10 tháng trên tuyến Novosokoniki - Usvyaty. Sau thắng lợi trong các chiến dịch hè thu 1943, mục tiêu giải phóng Byelorussia của quân đội Liên Xô dã dần trở thành hiện thực. Tuy nhiên, với "Phòng tuyến Panther Wotan", Cụm tập đoàn quân trung tâm (Đức) đã tỏ chức phòng ngự vững chắc trên tuyến biên giới Nga - Belarus. Quân Đức sử dụng hệ thống đường sắt phát triển dày đặc từ phía Nam Leningrad qua Pskov, chạy dọc biên giới Belarus - Nga xuống phía Nam để cơ động các lực lượng xe tăng, cơ giới, pháo binh đi ứng cứu cho những vị trí bị quân đội Liên Xô chọc thủng trên phòng tuyến. Các trung tâm phòng ngự mạnh được bố trí từ Novgorod qua Staraya Russa, Novosokoniki, Nevel xuống Vitebsk, Orsha, Mogilev, Gomen, Chernigov đến Kiev.
Giống như Novosokoniki, Nevel là một đầu mới trung tâm đường sắt và đường bộ lớn trong khu vực Tây Bắc Nga. Ở đây có các tuyến đường sắt qua Novosokoniki đi Pskov ở phía Bắc, qua Velikiye Luki đi Rzhev ở phía Đông Bắc, qua Polotsk đi Minsk ở phía Tây Nam, qua Vitebsk, Orsha, Mogilev, Mozyr đi Kiev ở phía Nam. Ngoài các con đường bộ chạy song song với đường sắt, Nevel còn các đường bộ nối với Riga, Vinius và Minsk, nối với các thành phố lớn ở các tỉnh Tver, Smolensk của Nga. Địa hình trong khu vực Nevel gần giống với địa hình khu vực Velikiye Luki, gồm nhiều khu đất trũng xen lẫn với rừng Taiga, hồ và đầm lầy. Bản thân thành phố Nevel cũng nằm trên những khu đất cao phía bắc hồ Nevel, cùng tên với thành phố.

## Binh lực và kế hoạch

### Quân đội Liên Xô

#### Binh lực
Cánh phải của Phương diện quân Kalinin do thượng tướng A.I.Yeryomenko làm tư lệnh tham gia chiến dịch này. Binh lực tấn công bao gồm:
- Cánh trái của Tập đoàn quân xung kích 3 do trung tướng Kuzma Nikitovich Galitsky chỉ huy, thành phần gồm có:
  - Sư đoàn bộ binh 357 của thiếu tướng Aleksandr Lvovich Kronik.
  - Sư đoàn bộ binh 28 của đại tá Michael Fomich Bukshtynovich.
  - Sư đoàn bộ binh cận vệ 21 của thiếu tướng Denis Vasilyevich Mikhailov.
  - Sư đoàn bộ binh cân vệ 46 của thiếu tướng Sergei Isaevich Karapetyan.
  - Lữ đoàn cơ giới 78 của đại tá Yakov Grigoryevich Kochergin.
  - Lữ đoàn bộ binh 100 của đại tá Anatoly Ivanovich Serebryakov.
  - Lữ đoàn bộ binh 31 của đại tá Leonid Andreyevich Bakuyev
- Cánh phải của Tập đoàn quân xung kích 4 do trung tướng Vasily Ivanovich Shevtsov chỉ huy, thành phần gồm có:
  - Quân đoàn bộ binh cận vệ 2 của trung tướng Afanasi Pavlantyevich Beloborodov, gồm các sư đoàn bộ binh 360, 117, và Sư đoàn bộ binh 16 Litva.
  - Một phần lực lượng của Quân đoàn bộ binh 83 của trung tướng Anatoli Aleksandrovich Dyakonov gồm Sư đoàn bộ binh 47, Lữ đoàn xe tăng 238, Lữ đoàn cơ giới 143.
- Một phần Tập đoàn quân không quân 3 do trung tướng Nikolai Filippovich Papivil chỉ huy, gồm có:
  - Sư đoàn tiêm kích 240 của đại tá G. V. Zimin.
  - Sư đoàn cường kích 211 của đại tá P. M. Kuchma.

#### Kế hoạch tấn công
Mục tiêu tổng quát của chiến dịch do trung tướng K. N. Galitsky vạch ra là cần nhanh chóng phá vỡ tuyến phòng thủ của quân Đức, chiếm lĩnh các vị trí thuận lợi để đột phá vào Nevel. Yếu tố quan trọng nhất bảo đảm thành công là cần hành động mau lẹ. Mọi sự chậm trễ đều có thể làm gián đoạn cuộc tấn công vào tạo điều kiện cho quân Đức có thêm thời gian để tung các lực lượng dự bị đến khu vực bị uy hiếp và tăng cường phòng thủ.
Tập đoàn quân xung kích 3 sẽ đóng vai trò chính trong cuộc tấn công. Lực lượng cơ bản trên tuyến 1 bao gồm 4 trong số 6 sư đoàn bộ binh, 2 trong số 3 lữ đoàn bộ binh của tập đoàn quân. Toàn bộ lực lượng xe tăng và hầu như tất cả pháo binh của tập đoàn quân cũng được huy động cho cuộc tấn công. Mỗi sư đoàn của Tập đoàn quân sẽ tập trung tấn công trên một dải hẹp chỉ rộng 4 km. Hơn 100 km còn lại trên chính diện phòng ngự của tập đoàn quân sẽ do hai sư đoàn và 1 lữ đoàn còn lại đảm nhận. Theo kế hoạch chiến dịch, Tập đoàn quân xung kích 3 sẽ thực hiện các hoạt động đột phá sâu. Các sư đoàn bộ binh 28 và 357 nằm trong thê đội 1 sẽ đột phá vào tuyến phòng ngự đầu tiên của quân Đức với sự yểm hộ của hai trung đoàn súng cối. Thê đội 2 gồm Sư đoàn bộ binh cận vệ 21 và Lữ đoàn cơ giới 78 với ba trung đoàn pháo binh yểm hộ sẽ tiếp tục khoan sâu vào tuyến phòng thủ thứ hai của quân Đức. Thê đội 3 gồm các sư đoàn bộ binh cận vệ 31, 46 và Lữ đoàn bộ binh 100 sẽ được dùng để phát triển tấn công mở rộng chính diện.
Kế hoạch chiến dịch cũng vạch ra 5 giai đoạn. Trước hết, các đơn vị phải chuẩn bị và huấn luyện chu đáo, tích lũy đủ các nguồn lực vật chất, đặc biệt là đạn dược. Trong giai đoạn 2, các đơn vị phải bí mật chiếm lĩnh các vị trí bàn đạp tấn công ở phía trước và hai bên sườn. Giai đoạn 3, pháo binh sẽ pháo kích chuẩn bị với mật độ lớn và bộ binh, thiết giáp sẽ tấn công ngay sau đó. Dự kiến chiều sâu đột kích trong ngày đầu tiên phải đạt 6 đến 7 km. Ở giai đoạn thứ tư, thê đội 2 sẽ được đưa vào cửa đột phá để giáng đòn quyết định, đánh tan các trung tâm phòng ngự của quân Đức, nhanh chóng đánh chiếm Nevel và các vùng ngoại vi. Giai đoạn thứ 5, thê đội 3 được đưa vào chiến đấu thay thế thê đội 1 được rút về lực lượng dự bị, phối hợp với thê đội 2 nới rộng phạm vi chiếm đóng và tổ chức các tuyến phòng thủ vững chắc và sẵn sàng để đẩy lùi các trận phản kích của lực lượng dự bị của đối phương.
Trong kế hoạch cũng quy định phải sử dụng tập trung 814 pháo và súng cối, chiếm 91% số pháo và súng cối của Tập đoàn quân xung kích 3. Các khẩu đội vừa có nhiệm vụ yểm hộ cho bộ binh tấn công, vừa tiến hành đối pháo để tiêu diệt các khẩu đội pháo binh Đức, sẵn sàng sử dụng các cơ số đạn dự phòng để pháo kích vào sâu trong trung tâm phòng thủ của quân Đức, ngăn chặn bộ binh và xe tăng Đức tiến ra phản kích. Pháo binh phải tích lũy đủ đạn để có thể pháo kích chuẩn bị từ 35 phút đến 90 phút và duy trì hỏa lực yểm hộ các cuộc tấn công trong suốt chiến dịch.
Để yểm hộ cho sườn trái Tập đoàn quân xung kích 3, tướng K. N. Galitsky đề nghị Bộ tư lệnh Phương diện quân cho cánh phải của Tập đoàn quân xung kích 4 tổ chức tấn công theo hướng chung đến hồ Ezerishe và phát triển theo hướng đến Gorodok nếu Sư đoàn bộ binh 236 và Lữ đoàn xe tăng 143 thu được thành công. Nhiệm vụ chính của cánh quân này là cắt đứt đường cao tốc Nevel - Vitebsk.
Tập đoàn quân không quân 3 được lệnh sử dụng sư đoàn cường kích 211 để yểu hộ tấn công mặt đất. Sư đoàn tiêm kích 240 sẽ đối phó với các máy bay ném bom Đức và bảo vệ cho các máy bay cường kích. Sư đoàn 211 cũng tham gia ném bom đồng thời với các trận pháo kích chuẩn bị tấn công và yểm hộ từ trên không cho các trận công kích các cứ điểm phòng thủ của quân Đức. Sau đó, Sư đoàn cường kích 211 phải tổ chức đánh phá rộng ra khu vực xung quanh Nevel, khống chế chặt chẽ từ trên không các tuyến đường từ Polotsk đi Dretun và từ Nevel đi Gorodok. Trinh sát đường không phải canh chừng chặt chẽ các hướng Pustoshka và Vitebsk để kịp thời phát hiện các lực lượng cứu viện của quân Đức được điều đến khu vực Nevel.
Ngày 1 tháng 10, thượng tướng A. I. Yeryomenko, tư lệnh Phương diện quân Kalinin phê duyệt kế hoạch này.

### Quân đội Đức Quốc xã

#### Binh lực
Tại thời điểm quân đội Liên Xô bắt đầu tấn công, quân đội Đức Quốc xã tại khu vực Nevel gồm có:
- Một phần lực lượng của Tập đoàn quân 43 do tướng Karl von Ofen chỉ huy, thành phần có:
  - Sư đoàn bộ binh 263 của tướng Werner Richter gồm 3 trung đoàn bộ binh, 1 trung đoàn pháo binh, 1 tiểu đoàn trinh sát cơ giới, 1 tiểu đoàn công binh, hậu cần.
  - Sư đoàn bộ binh 291 của tướng Werner Göritz gồm 3 trung đoàn bộ binh, 1 trung đoàn pháo binh, 1 tiểu đoàn thiết giáp trinh sát, các tiểu đoàn công binh, hậu cần.
- Sư đoàn đổ bộ đường không 2 thuộc Cụm không quân 2.

Các lực lượng tăng viện trong quá trình chiến dịch:
- Sư đoàn bộ binh 58 của tướng pháo binh Curt Siewert gồm 3 trung đoàn bộ binh, 1 tiểu đoàn bộ binh độc lập, 1 trung đoàn pháo binh, 1 tiểu đoàn pháo chống tăng, 1 tiểu đoàn trinh sát, 1 tiểu đoàn công binh, các đại đội thông tin, hậu cần.
- Sư đoàn bộ binh 83 của trung tướng Theodore Scherer gồm 3 trung đoàn bộ binh, 1 tiểu đoàn bộ binh độc lập, 1 tiểu đoàn lính dự bị, 1 trung đoàn pháo binh, 1 tiểu đoàn chống tăng, các tiểu đoàn trinh sát, công binh; các đại đội thông tin, hậu cần.
- Sư đoàn an ninh 281 của tướng Wilhelm-Hunold von Stockhausen gồm 1 trung đoàn bộ binh cơ giới, 1 trung đoàn bộ binh SS, 1 tiểu đoàn cảnh binh, 1 trung đoàn pháo binh, các đại đội thông tin, hậu cần.
- Sư đoàn xe tăng 20 của tướng Mortimer von Kessel gồm 3 trung đoàn xe tăng, 1 trung đoàn pháo tự hành, 1 triểu đoàn thiết giáp trinh sát, 1 trung đoàn lựu pháo, 1 tiểu đoàn phòng không, 1 tiểu đoàn pháo chống tăng, 1 tiểu đoàn công binh, các đại đội thông tin, hậu cần.

#### Kế hoạch
Quân Đức phòng thủ tại khu vực Nevel trên tiền duyên kéo dài gần 100 km từ Zhary (???) qua Gorovatka (???) - Shugurovo (???) - Hồ Derganovskoye - Balashov (???) - Minino, tiếp tục trên bờ đông sông Lovat đến Balabanovo và Khondoshky. Tuyến phòng thủ tiếp theo ở phía Tây Velikiye Luki chạy từ Nasva qua Novosokoniki, Izocha đến Chernozem (???). Đóng quân tại khu vực phòng thủ này là một phần Quân đoàn bộ binh 43 (Đức) gồm các sư đoàn bộ binh 263, 291 và Sư đoàn đổ bộ đường không 2. Phía sau và hai bên các đơn vị này là các sư đoàn bộ binh 58, 83, 129 281 và Sư đoàn xe tăng 20. Những lực lượng dự bị chủ yếu của quân Đức đóng thành ba cụm lớn tại Polotsk - Dretun ở phía Bắc, Gorodok - Vitebsk ở phía Nam và ngay tại Nevel - Pustoshka. Trinh sát pháo binh Liên Xô đã phát hiện hơn 100 lô cốt hỏa lực các loại, hơn 80 hầm trú ẩn, 20 trận địa súng cối, 150 hỏa điểm súng máy, 12 trận địa pháo, 6 khẩu đội pháo ở các khu vực lân cận bên ngoài. Mỗi lớp chiến hào phòng thủ sâu từ 40 đến 60 m, có bố trí các hàng rào dây thép gai và các bãi mìn. Chiều sâu chiến thuật phòng ngự của quân Đức ước tính từ đạt 6 đến 7 km. Binh lực phòng ngự được bố trí chủ yếu ở hướng Đông và Đông Nam Nevel.

## Diễn biến

### Giai đoạn chuẩn bị

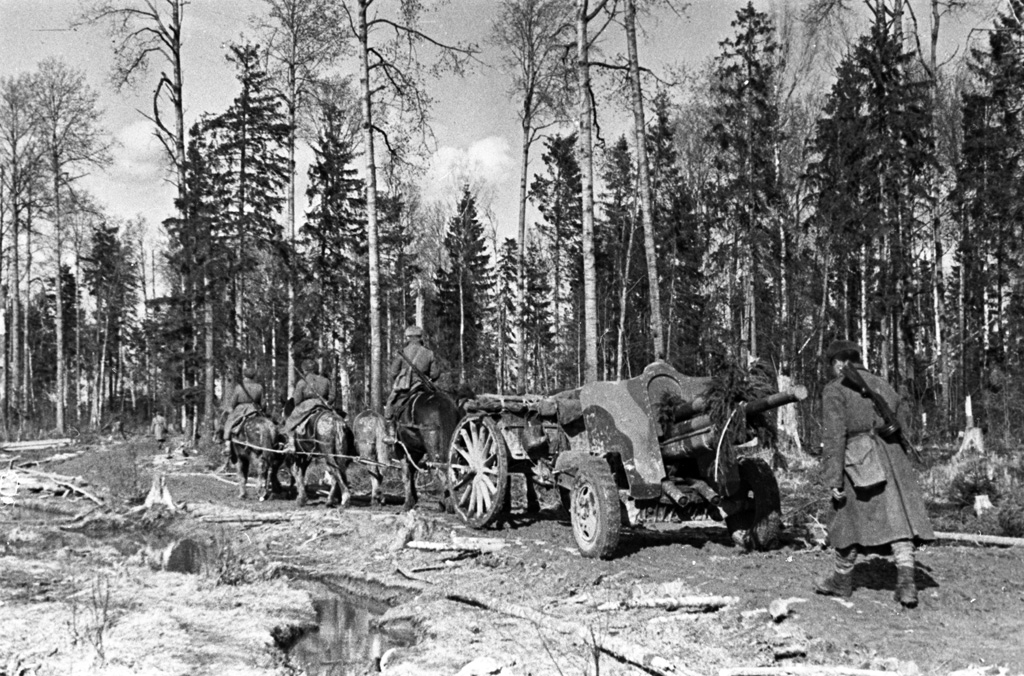
Một khảu đội pháo của Trung đoàn pháo binh cận vệ 19, Quân đoàn bộ binh cận vệ 2 trên đường chuyển quân

Tư lệnh Phương diện quân Kalinin, tướng A. I. Yeryomenko yêu cầu các cấp chỉ huy các tập đoàn quân xung kích 3 và 4 phải chuẩn bị rất kỹ lưỡng cho chiến dịch. Các cơ quan tham mưu và pháo binh diễn tập chỉ huy tấn công trên sa bàn và mô hình bằng đất đắp. Các đơn vị bộ binh tổ chức diễn tập thực binh ở khu vực ven hồ Serutskoye, cách tiền duyên 15 km. Mỗi đơn vị bộ binh tham gia chiến dịch đều được huấn luyện các khoa mục riêng gồm: bí mật tiềm nhập các vị trí tiền tiêu; hiệp đồng chiến thuật cấp đại đội, tiểu đoàn trong tấn công; phương pháp vượt qua các vùng đất trũng ngập nước; tối ưu hóa cự li khi tấn công sau màn đạn pháo của pháo binh. Các trung đoàn pháo binh tổ chức trinh sát, đo đạc, tính toán tỷ mỷ các phần tử bắn, tổ chức liên lạc để hiệp đồng chặt chẽ với bộ binh và thiết giáp. Các đơn vị công binh phối hợp với pháo binh tổ chức rà phá các bãi mìn, phá rào thép gai và các chướng ngại vật. Trinh sát của các tập đoàn quân thường xuyên tổ chức các hoạt động bí mật luồn sâu, bắt tù binh, khai thác nóng các thông tin về sự biến động của quân Đức để cập nhật thường xuyên cho pháo binh và không quân. Trinh sát đường không tăng số lần xuất kích, tăng cường quan sát, phát hiện sớm các trận địa pháo, súng cối, các hỏa điểm súng máy.
Các biện pháp bảo mật cũng được tăng cường. Các cuộc tập trận được tổ chức ở xa các khu dân cư. Các đơn vị phản gián SMERSH tích cực hoạt động truy bắt gián điệp, biệt kích Đức ở các vùng giáp mặt trận. Các biện pháp ngụy trang cất giấu pháo binh, xe tăng được thực hiện ráo riết và được giám sát bằng trinh sát đường không. Mọi hoạt động tập trung quân đều tiến hành vào ban đêm. Để che giấu pháo binh trên hướng tấn công chính, mỗi tiểu đoàn pháo binh khi tập trung tại khu vực đột phá phải để lại một khẩu đội tại vị trí cũ của tiểu đoàn, thường xuyên di chuyển và bắn cầm canh để đánh lừa trinh sát của quân Đức. Trước khi diễn ra cuộc tấn công 5 ngày, Bộ tư lệnh Phương diện quân tung thêm một số toán quân dù đổ bộ và vùng hậu phương của mặt trận như Nevel, Idritsa, Sebezh, Polotsk... phối hợp với quân du kích địa phương tiến hành các hoạt động phá hoại tại các nhà ga, kho hàng, đánh mìn các tuyến đường sắt và cầu cống, tiêu diệt một số đồn binh lẻ do các trung đội trắc vệ và an ninh Đức đóng giữ rồi rút lui vào rừng.
Vào đêm mùng 5 rạng ngày 6 tháng 10, tất cả công tác chuẩn bị đã được hoàn thành, các đơn vị xung kích thuộc thê đội 1 và thê đội 2 đã tập trung tại tuyến xuất phát tấn công. Pháo binh đã vào trận địa và hiệu chỉnh xong tầm bắn, hướng bắn theo các phần tử đã được đo đạc, tính toán chính xác.

### Hai tháng và một ngày
3 giờ sáng ngày 6 tháng 10, các sư đoàn trên tiền duyên bắt đầu tổ chức trinh sát chiến đấu. Tại khu vực của Sư đoàn bộ binh 28, các đại đội trinh sát và công binh đã bí mật luồn sâu vào phía trong tuyến phòng thủ của quân Đức, tháo gỡ mìn bộ binh trên một hành lang hẹp trong bãi mìn sâu khoảng 200 m. Trinh sát Liên Xô cũng tìm và cắt các đường dây điện thoại, tóm bắt vài tù bình để khai thác thêm về cách bố trí phòng ngự của quân Đức trên tiền duyên. Tại khu vực của Sư đoàn bộ binh 357, các hoạt động trinh sát đang tiến hành dở dang thì một công binh vô tình làm nổ một quả mìn. Toán trinh sát Liên Xô phải rút lui. Pháo binh Đức lập tức phản ứng và pháo kích vào khu vực mà đội trinh sát vừa rút đi. Qua đó, một số trận địa hỏa lực pháo binh và súng cối của quân Đức chưa bị phát hiện đã lộ mục tiêu. 5 giờ sáng, tướng K. N. Galitsky đến Sở chỉ huy tiền phương của ông tại Vereninovo, chỉ cách tiền duyên khoảng 1 km. Tại đây, ông gọi điện thoại cho các chỉ huy sư đoàn, kiểm tra lại lần cuối cùng cách bố trí quân. Ông cũng liên lạc với Bộ tư lệnh tập đoàn quân không quân 3, kiểm tra lần cuối cùng các tín hiệu phối hợp, đồng thời, báo cáo tư lệnh Phương diện quân về tư thế sẵn sàng tấn công của Tập đoàn quân xung kích 3.
8 giờ 40 phút sáng ngày 6 tháng 10, hơn 800 khẩu pháo các cỡ của Tập đoàn quân xung kích 3 (Liên Xô) đã cùng lúc khai hỏa. Các lớp chiến hào phòng ngự trên tuyến đầu của quân Đức chìm ngập trong khỏi lửa, chất nổ và sắt thép. Sau 40 phút, lựu pháo và pháo tầm xa bắt đầu chuyển làn vào tuyến phòng thủ thứ hai của quân Đức thì các khẩu đội súng cối hạng nặng vẫn tiếp tục pháo kích vào các tuyến chiến hào đầu tiên thêm 20 phút. 9 giờ 40, các dàn hỏa tiễn Katyusha thực hiện loạt bắn với tầm xa tối đa khi trinh sát đường Liên Xô không phát hiện các đơn vị quân Đức ở tuyến sau đang di chuyển ra ứng cứu cho tuyến đầu. 10 giờ sáng, các sư đoàn bộ binh 28 và 357 đồng loạt xung phong. Ngay trong giờ tấn công đầu tiên, Sư đoàn bộ binh 28 của Đại tá Mikhail Fomich Bukshtynovich đã thâm nhập sâu đến 2,5 km, vượt qua năm lớp chiến hào phòng ngự của Sư đoàn bộ binh 291 (Đức)
Trong khi Sư đoàn bộ binh 28 đã vượt qua cả hai lớp phòng ngự của quân Đức trên hướng Shestikha (???) thì Sư đoàn bộ binh 357 lại không thể tiến lên được do các bãi mìn dày đặc trên hướng Emenka (???) do Sư đoàn bộ binh 263 (Đức) phòng thủ. Không thể chờ đợi các đội công binh đến phá mìn, tướng K. N. Galitsky lệnh cho Trung đoàn pháo binh 872 dùng hỏa lực quét sạch bãi mìn, mở một hành lang rộng 200 m để bộ binh xông lên. Quân Đức đóng tại bàn đạp Turovka (???) bên bờ Đông sông Lovat vội vã rút sang phía Tây.
Cùng thời điểm 10 giờ sáng ngày 6 tháng 10, các Sư đoàn bộ binh 117 và 360 của Tập đoàn quân xung kich 4 đã giáng tiếp một đòn đột kích vào cụm cứ điểm Bolshoy Budnitsa (???) do Sư đoàn đổ bộ đường không 2 (Đức) phòng thủ. Thời gian pháo kích chuẩn bị khoảng 1 giờ và tiếp đó là các cuộc tấn công mặt đất kéo dài nửa giờ của Sư đoàn cường kích 211 (Liên Xô) đủ để phá hủy những trận địa pháo và những hỏa điểm quan trọng của quân Đức. 11 giờ cùng ngày, Lữ đoàn xe tăng 236 được đưa đến cửa đột phá và khoét sâu thêm 5 km vào tuyến phòng thủ trong cùng của quân Đức. 18 giờ cùng ngày, Sư đoàn bộ binh 47 (Liên Xô) hoàn toàn làm chủ Bolshoy Budnitsa, Sư đoàn bộ binh 350 cũng đánh chiếm cứ điểm Malyi Budnitsa (???). Lữ đoàn xe tăng 236 thọc sâu sang phía Tây đã cắt đứt đường sắt Nevel - Gorodok.
Nhận thấy thời cơ thuận lợi xuất hiện trong dải tấn công của Sư đoàn bộ binh 28, tướng K. N. Galitsky thay đổi phương án. Ông điều Sư đoàn bộ binh cận vệ 21 và Lữ đoàn xe tăng 78 vào cửa đột phá do Sư đoàn bộ binh 28 mở ra, chỉ để lại Lữ đoàn xe tăng 143 chờ cơ hội đột phá theo sau Sư đoàn bộ binh 257. 14 giờ ngày 6 tháng 10, Lữ đoàn xe tăng 78 và Sư đoàn bộ binh 21 (Liên Xô) đã quét sạch bờ Nam hồ Nevel và bắt đầu công kích thành phố. Chiều tối ngày 6 tháng 10, Sư đoàn bộ binh 21 và Lữ đoàn xe tăng 78 đánh bật Sư đoàn bộ binh 291 (Đức) khỏi Nevel và truy kích sang phía Tây. Tuy nhiên, sức kháng cự quyết liệt của các sư đoàn bộ binh 58 và 263 (Đức) trước cuộc tiến công của Sư đoàn bộ binh 357 (Liên Xô) có nguy cơ làm hỏng toàn bộ chiến dịch. Lữ đoàn xe tăng 143 (Liên Xô) tiếp tục được tướng K. N. Galistky đưa đến khu vực đột phá. Sư đoàn bộ binh 28 cũng được điều động lật cánh lên phía Bắc, hỗ trợ cho Sư đoàn bộ binh 257. Ngày 7 tháng 10, được sự trợ giúp của Sư đoàn bộ binh 28, Sư đoàn bộ binh 357 đã vượt qua phía Nam hồ Ibak và đánh chiếm Bykovo (???). Sư đoàn bộ binh 28 đánh bật các cuộc phản kích của Sư đoàn bộ binh 263 (Đức), đánh chiếm Verkhitno (???), phía Bắc Nevel.
Chuẩn bị kỹ lưỡng trong hai tháng để rồi thắng lợi rất chóng vánh, Tập đoàn quân xung kích 3 đạt được chiến thắng chỉ trong một ngày. Tướng A. I. Yerypmenko, một con người luôn lạc quan cũng không dám tin vào điều đó. Ông nghi ngờ độ chính xác của các báo cáo. Ngay cả khi đích thân K. N. Galitsky báo cáo phúc đáp, xác nhận tình huống và đề xuất phát triển một cuộc tấn công mới vào Idritsa và Polotsk thì A. I. Yeryomenko cho tình hình trên mặt trận Kalinin vẫn căng thẳng nên không ủng hộ đề xuất đó và ra lệnh củng cố phòng ngự quanh Nevel. Đến cuối ngày 7 tháng 10, quân đội Liên Xô đã triển khai phòng thủ ở phía Bắc và phía Tây thành phố. Hai lữ đoàn xe tăng và Sư đoàn bộ binh 357 được triển khai ở các lối đi hẹp giữa các hồ Nevel và Iban. Các sư đoàn bộ binh 21, 28 và các trung đoàn pháo chống tăng được bố trí chặn các tuyến đường sắt đi Polotsk, Novosokoniki và tuyến đường bộ đi Pskov Ở phía Nam, Sư đoàn bộ binh 46 (Tập đoàn quân xung kích 3) và Quân đoàn bộ binh cận vệ 2 (Tập đoàn quân xung kích 4) dựa vào địa hình tự nhiên bố trí phòng thủ trên các lối đi hẹp giữa các hồ Nevel, Yemnets, Ordovo, Yezerishe và Senitsa. Các con đường sắt và đường bộ từ Gorodok đi Nevel được giao cho các sư đoàn bộ binh 360, 117, Sư đoàn bộ binh 16 Litva và Lữ đoàn xe tăng 283 trấn giữ. Chiến tuyến quanh khu vực Nevel hình thành một cánh cung lồi dài hơn 160 km, sâu từ 30 đến 45 km về phía Tây.

### Các hoạt động phòng thủ khu vực Nevel
Ngày 7 tháng 10, các sư đoàn bộ binh 28 và 375 tiếp tục nới rộng phạm vi kiểm soát sang phía Tây, đánh chiếm 2 nhà ga Bykovo và Verkhitno, làm chủ đoạn đường sắt phía Bắc Nevel, có ý nghĩa quân sự rất quan trọng trong quá trình phòng thủ sau này. Sư đoàn bộ binh 21 cũng mở rộng tấn công sang phía Tây Bắc theo con đường cao tốc Nevel - Pskov. Các sư đoàn bộ binh 291 và 263 (Đức) đã tận dụng các tuyến khe sâu và hệ thống giao thông cố gắng cầm cự để chờ viện binh tới.
Tuy bất ngờ khi bị mất Nevel một cách nhanh chóng nhưng quân Đức lập tức có những trận phản kích. Ngày 8 tháng 10, tướng Christian Hansen, tư lệnh Tập đoàn quân 16 (Đức) tung các sư đoàn bộ binh 58, 83 và Trung đoàn cơ giới 85 SS của Sư đoàn an ninh 281 phản kích vào phía Tây Bắc và Tây Nam Nevel. 10 giờ sáng, quân Đức đánh bật Lữ đoàn cơ giới 78 (Liên Xô) ra khỏi trạm máy kéo phía Bắc Nevel, 13 giờ chiều, Sư đoàn bộ binh 83 cũng đẩy lùi Sư đoàn bộ binh cận vệ 21 về khu vực nhà ga Nevel. Tối mùng 8 tháng 10, Lữ đoàn bộ binh 31 và Lữ đoàn pháo chống tăng 548 thuộc lực lượng dự bị của Tập đoàn quân xung kích 3 được điều đến khu vực bị đột phá, đánh bật xe tăng Đức ra khỏi trạm máy kéo, khôi phục lại chiến tuyến trước ngày 8 tháng 10. Ở Tây Nam Nevel, Sư đoàn bộ binh cận vệ 46 và Lữ đoàn bộ binh 10 đã chặn đứng cuộc tấn công của Sư đoàn bộ binh 83 (Đức), giữ vững tuyến phòng ngự từ phía Tây hồ Nevel đến hồ Ordovo.
Tình hình ở dải tấn công của Tập đoàn quân xung kích 4 cũng bắt đầu diễn biến phức tạp. Tướng Georg-Hans Reinhardt, tư lệnh tập đoàn quân xe tăng 3 (Đức) điều đến đây Sư đoàn bộ binh 129 lấy từ hướng Rudnya, Sư đoàn xe tăng 20 rút từ Vitebsk và Trung đoàn cảnh binh SS của Sư đoàn an ninh 281. Ngày 8 tháng 10, quân Đức bắt đầu phản kích dọc theo đường sắt và đường bộ từ Vitebsk đi Nevel. Tướng V. I. Svetsov điều thê đội 2 của Tập đoàn quân xung kích 4 gồm Sư đoàn bộ binh 16 Litva, Sư đoàn bộ binh cận vệ 47 và Lữ đoàn xe tăng 238 chốt giữ trên các gò đất cao giữa hai hồ Ordovo và Ezerishe. Ngày 9 tháng 10, trên khu vực phía Tây thị trấn Blinky (???) đã diễn ra các trận tao ngộ chiến ác liệt giữa 2 sư đoàn Đức và 2 sư đoàn Liên Xô. Tướng A. I. Yeryomenko yêu cầu Tập đoàn quân không quân 3 sử dụng toàn bộ máy bay tiếm kích và cường kích của hai sư đoàn 240 và 211 yểm hộ cho cuộc phòng thủ. Ngày 8 tháng 10, Sư đoàn không quân cường kích 211 (Liên Xô) tổ chức hơn 120 phi vụ, phá hủy 11 xe tăng Đức, bắn cháy 16 chiếc khác. Ngày 9 tháng 10, không quân Đức tổ chức một trận đánh quy mô vào các trận địa phòng thủ của Quân đoàn bộ binh cận vệ 2. 40 máy bay ném bom Ju-87 và Dornier-215 được 20 chiếc tiêm kích-bom Fw-190 yểm hộ đã liên tục tấn công vào đội hình phòng ngự của Sư đoàn bộ binh 16 Litva. Các đại tá G. V. Zimin và P. M. Kuchma tung ra toàn bộ số máy bay còn sử dụng được để phản kích đường không. 5 chiếc cường kích Ju-87, 4 chiếc Dornier-215 và 6 chiếc Fw-190 bị bắn rơi. Sư đoàn 240 mất 3 chiếc Yak-1 và 2 chiếc MiG-3, Sư đoàn 211 mất 2 chiếc IL-2. Số máy bay Đức còn lại phải quay về, bỏ dở cuộc tấn công.
Ngày 10 tháng 10, Sư đoàn bộ binh 117 và Sư đoàn bộ binh 16 Litva có Lữ đoàn cơ giới 143 dẫn đầu đã tổ chức phản công, đẩy Sư đoàn xe tăng 20 (Đức) lùi lại 5 km về Ezerishche. Các sư đoàn bộ binh 47, 360 và Lữ đoàn xe tăng 83 cũng tổ chức phản công và tiêu diệt gần hết Sư đoàn đổ bộ đường không 2 (Đức), nới rộng tuyến kiểm soát sâu thêm từ 8 đến 10 km trên khu vực Zhukovo (???), Khvoshno đến hai bên bờ hồ Sennitsa. Ngày 11 tháng 10, quân Đức buộc phải ngừng tiến công. Tuy nhiên, trong một tháng sau đó, các trận tấn công và phản công nhỏ cấp sư đoàn và trung đoàn vẫn diễn ra hàng ngày trên khắp chiến tuyến. Đến tháng 11 năm 1943, Tập đoàn quân xung kích 3 và cánh trái của Tập đoàn quân xung kích 4 (Liên Xô) vẫn giữ vững tuyến phòng thủ, bảo vệ thành công "bàn đạp" Nevel, tạo thế thuận lợi cho chiến dịch tấn công về hướng Gorodok - Vitebsk diễn ra vào tháng 12 năm 1943.

## Kết quả và đánh giá

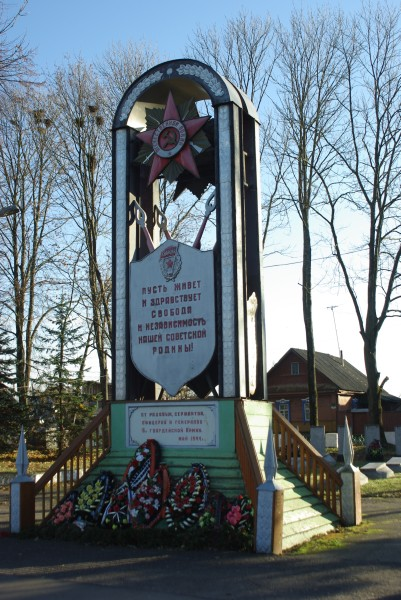
Đài kỷ niệm những người lính Xô Viết đã ngã xuống để giải phóng Nevelsk (bằng gỗ, dựng năm 1944, được phục chế nguyên bản)

Chỉ trong một ngày, Tập đoàn quân 16 (Đức) đã để mất một đầu mối giao thông quan trọng phục vụ cho việc phòng thủ của họ dọc "tuyến Panther Wotan". Thiệt hại của quân đội Đức Quốc xã khoảng hơn 7.400 người chết và bị thương, 8 xe tăng, 215 pháo và 236 súng cối bị phá hủy; 65 khẩu pháo, 104 súng cối, 237 súng máy, 215 ô tô, 24 kho hàng quân sự rơi vào tay quân đội Liên Xô. Quân đội Liên Xô đã đóng một cái "nút" chặn giữa tuyến phòng thủ của Tập đoàn quân xe tăng 3 (Cụm tập đoàn quân Trung tâm) và Tập đoàn quân 16 (Cụm tập đoàn quân Bắc) của quân đội Đức Quốc xã. Vị trí tự nhiên của Nevel còn là bàn đạp thuận lợi để tấn công lên Pskov (hướng Tây Bắc), sang Polotsk (hướng Tây Nam), xuống Gorodok và Vitebsk (hướng Nam). Tuyến phòng thủ của quân Đức tại khu vực Tây Bắc Liên Xô đã hình thành một lỗ hổng lớn. Trong hồi ký của mình, tướng Kurt von Tippelskirch chỉ huy Quân đoàn bộ binh 12 và đến tháng 3 năm 1944 là tư lệnh Tập đoàn quân 4 (Đức) nhận xét:
| “                        | Lỗ hổng này tại nơi tiếp giáp giữa hai Cụm tập đoàn quân đã trở thành một vết thương gây mất máu nghiêm trọng cho quân đội của chúng ta | ” |
| — Kurt von Tippelskirch. | |   |

Trong vòng hai tháng trước và trong chiến dịch tấn công, các đội du kích địa phương và các toán quân biệt kích nhảy dù Liên Xô trong khu vực dã đẩy mạnh các hoạt động phá hoại ở các khu vực phía sau mặt trận và sâu trong hậu tuyến của quân Đức. Họ đã lật đổ 45 đoàn tàu quân sự, phá hủy 117 toa xe lửa chở hàng của quân Đức, làm nổ tung 73 cây cầu đường sắt và đường bộ, tấn công và đốt cháy 5 nhà ga, gây thương vong cho khoảng 23.000 sĩ quan và binh lính Đức.
Kết quả giành thắng lợi chỉ trong một ngày tấn công sau hai tháng chuẩn bị đã cho thấy rõ tác dụng của việc chuẩn bị tấn công một cách kỹ lưỡng sẽ đem lại hiệu quả cao đúng như ngạn ngữ "Nuôi quân 3 năm, đánh giặc một ngày" (nguyên văn "Cả đêm mài gươm chỉ để sáng hôm sau có một nhát chém quyết định"). Ngày 7 tháng 10, Tổng tư lệnh tối cao I. V. Stalin ký sắc lệnh của Chính phủ Liên Xô truy tặng danh hiẹu Anh hùng Liên Xô cho đại tá Viktor Leontievich Nedogovorov, chỉ huy trưởng Lữ đoàn pháo chống tăng 17 và hạ sĩ, y tá Manshuk Zhiengaleyeva Mametova (người Kazakhstan), tặng Huân chương Cờ đỏ cho trung sĩ Aleksandr Tokarev, pháo thủ của Trung đoàn pháo chống tăng 721 đã lập thành tích bắn cháy 3 xe tăng Đức. Sư đoàn bộ binh cận vệ 21, Sư đoàn bộ binh 28, Sư đoàn bộ binh 47, Lữ đoàn cơ giới 78 và Lữ đoàn cơ giới 14 được trao danh hiệu vinh dự "Nevel". hơn 4.000 sĩ quan, binh sĩ được chính phủ Liên Xô khen thưởng. Tối mùng 7 tháng 10 năm 1943, Moskva bắn đại bác cấp 3, 124 khẩu pháo đã bắn 12 loạt pháo hoa chúc mừng Phương diện quân Kalinin giải phóng Nevel.